# 폴 워렌

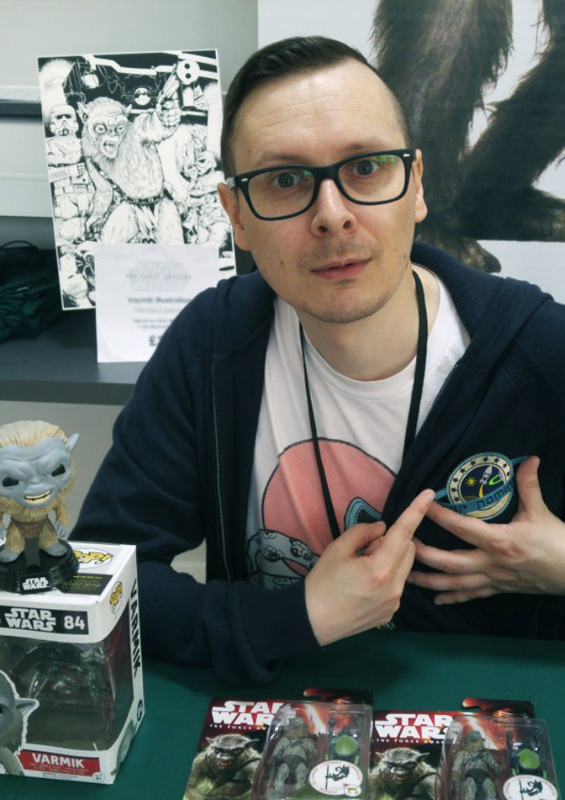

폴 워렌(Paul Warren, 1974년 10월 28일 ~ )은 영국의 배우, 텔레비전 배우이다.
힐링던에서 태어났다.

## 영화
- 스노우 화이트 앤 더 헌츠맨 (2012년) - 수척한 농민(uncredited) 역
- 셜록 홈즈: 그림자 게임 (2011년) - 집시 역
- 타이탄 (2010년)
- 세인트 트리니안스 2 - 프리튼 교장의 황금 전설 (2009년)
- 뱀파이어 킬러 (2009년)
- 도리안 그레이 (2009년)
- 이안 스톤의 죽음 (2007년)
- 칠드런 오브 맨 (2006년)